# Teodor Catalina
Teodor Catalina (n. 18 septembrie 1888, Doloave, Județul Torontal) a fost un deputat în Marea Adunare Națională de la Alba Iulia, organismul legislativ reprezentativ al „tuturor românilor din Transilvania, Banat și Țara Ungurească”, cel care a adoptat hotărârea privind Unirea Transilvaniei cu România, la 1 decembrie 1918.

## Biografie
Teodor Catalina a fost senator în Parlamentul României-Mari și ajutor de primar al municipiului Timișoara. La Marea Adunare Națională de la Alba Iulia a participat ca delegat al Circumscripției Panciova (din fostul Banat sârbesc).